# Вінницький район (1923—2020)
Ві́нницький райо́н — колишній район Вінницької області в Україні утворений у 1923 році. Територія району 921 км². Район об'єднує 54 населених пункти, у тому числі 3 селища міського типу та 51 село.
Районні органи влади розташовані у Вінниці.
13 травня 2015 — Верховна Рада України прийняла постанову, згідно якої затвердила територію Вінницького району загальною площею 91035,54 гектара.

## Історія

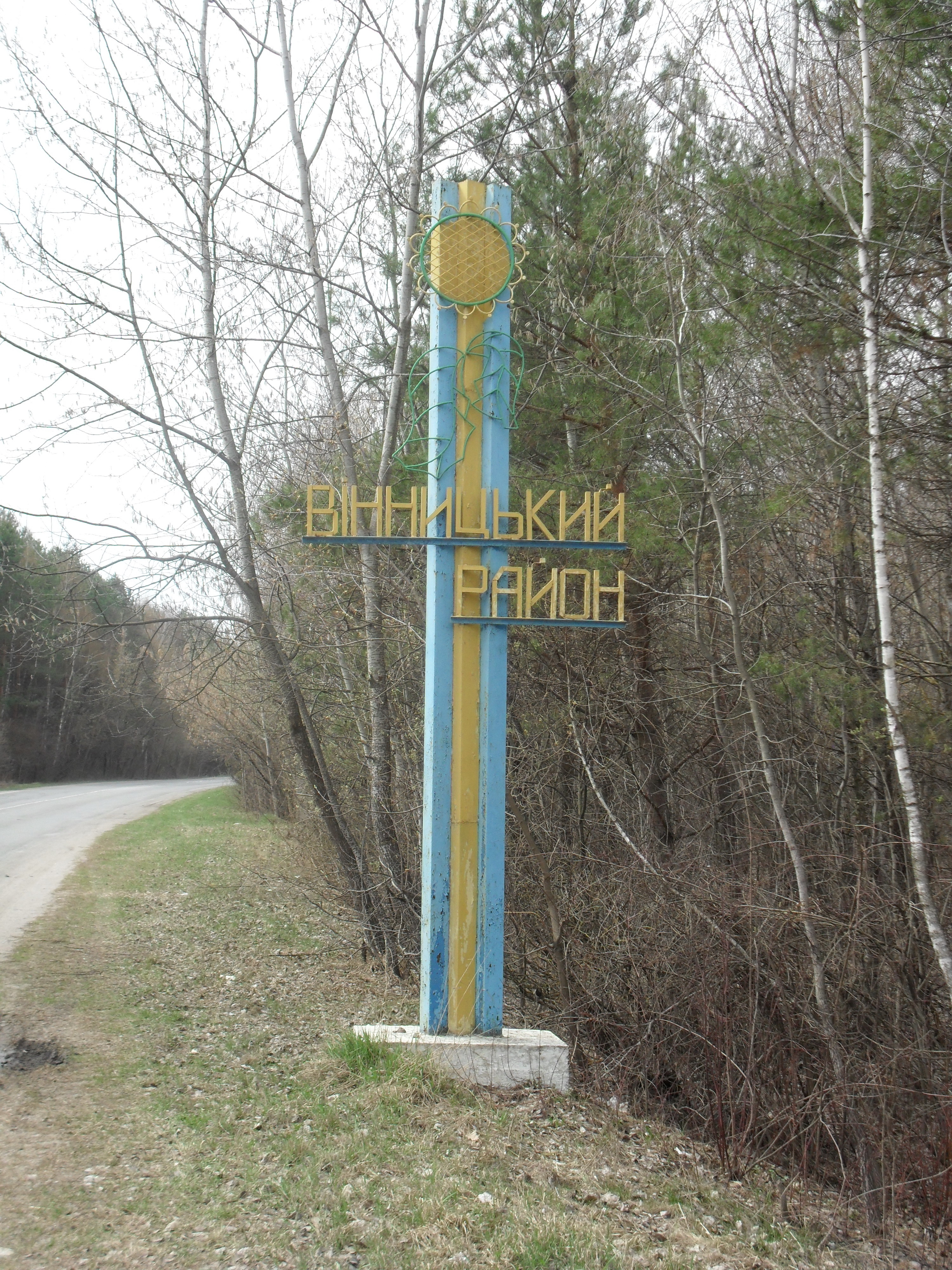
В'їзний знак на автодорозі Турбів-Вінниця

Перші згадки про жителів сучасної території Вінницького району відносяться до VIII ст. до н. е., коли, з Прикаспію, через Дон вторглися войовничі племена скіфів. Тому свідчать знайдені під час археологічних розкопок скіфські кургани біля сіл: Переорки, Стрижавка, Тютьки, Лука-Мелешківська.
Реформа 1861 р. принесла селянам відміну кріпосного права. І в той же час на території району почала розвиватися переробна промисловість: спиртовий завод коло с. Переорки, цукровий завод в с. Степанівка, порцеляновий завод у с. Майдан.
В центрі Вороновиці знаходиться пам'ятник архітектури XVIII ст. палац Грохольських-Можайських. Будинок почали будувати в 1760 р. польські магнати Грохольські. Сьогодні під дахом цієї споруди працюють два музеї: музей авіації України і музей кобзаря Володимира Перепелюка 1941—1944 рр. для України і зокрема для району були важкими воєнними роками. Наприкінці 1941 р. у Коло-Михайлівському сосновому лісі почалося будівництво надсекретного об'єкта, який згодом отримав назву ставка Гітлера «Вервольф».

## Адміністративний устрій
Адміністративно-територіально район поділяється на 6 міських громад:
- Вінницька
- Іллінецька
- Липовецька
- Немирівська
- Погребищенська
- Гніванська

7 селищних:
- Вороновицька
- Стрижавська
- Турбівська
- Літинська
- Оратівська
- Сутисківська
- Тиврівська

та 3 сільських:
- Агрономічна
- Лука-Мелешківська
- Якушинецька.

## Економіка
З корисних копалин видобуваються граніт, глина, пісок, торф.
У Вінницькому районі працює 13 промислових підприємств, які об'єднані у дві галузі: в обробній працює — 11 підприємств, в добувній — 2. Найбільші з них: Українсько-австрійське підприємство «Поділля ОБСТ»; ВАТ «Комбінат хлібопродуктів № 2»; Приватне підприємство виробнича фірма «Панда»; ЗАТ «Вінниця млин»; ЗАТ «Подільський цукор»; спільне Українсько-угорське підприємство «Анфол».
Район — аграрний, 95 % валового внутрішнього продукту становить виробництву і переробка сільськогосподарської продукції. Сільськогосподарські підприємства спеціалізуються у рослинництві на виробництві зерна і цукрового буряка, а у тваринництві м'яса і молока. У галузевій структурі сільського господарства рослинництво становить 75 %, тваринництво 25 %. Працює 85 фермерських господарств, площа сільгоспугідь, яку вони використовують, становить 4,3 тис. га.
У районі зареєстровано 703 суб'єкти підприємництва. З початку інвестування економіку району залучено іноземних інвестицій на суму 18,2 млн дол. США. З іноземними інвестиціями працює 13 підприємств.

## Транспорт
На території відкрито понад 30 приміських автобусних маршрутів загального користування, на яких працює понад 100 одиниць автотранспортних засобів.
На територію району заїжджають вінницькі міські автобуси #27 Залізничний вокзал «Вінниця» — Лука Мелешківська та #19 Вишенька — Намирівське шосе — Село Віницькі Хутори. Докладніше — у статті Вінницький автобус.
Із міста Вінниці розходяться залізниці у трьох напрямках: на Козятин (зупинки Стадниця, Десенка, Сосонка), на Жмеринку (Парпурівський, Тюшки, Веселка), на Гайсин (Гуменне, Вороновиця). У цих напрямках курсують приміські поїзди.
Районом проходить низка важливих транспортних коридорів, серед них автошляхи E50 та E583, а також об'їзна навколо Вінниці, яка є адміністративною межею між Вінницею і районом. Також проходить низка регіональних та територіальних автошляхів: Р17, Т 0204, Т 0212, Т 0216, Т 0230 та Т 0231.

## Населення
Розподіл населення за віком та статтю (2001)
| Стать | Всього | До 15 років | 15-24 | 25-44  | 45-64 | 65-85 | Понад 85 |
| --- | ------ | ----------- | ----- | ------ | ----- | ----- | -------- |
| Чоловіки | 34 067 | 6464        | 5954  | 10 069 | 8276  | 3177  | 127      |
| Жінки | 39 359 | 6053        | 5681  | 10 149 | 9844  | 7016  | 616      |
| \| Статево-вікова піраміда \| Статево-вікова піраміда \| Статево-вікова піраміда \| \| ----------------------- \| ----------------------- \| ----------------------- \| \| Чоловіки \| Вік \| Жінки \| \| 127 \| 85 + \| 616 \| \| 214 \| 80-84 \| 914 \| \| 647 \| 75-79 \| 1948 \| \| 1144 \| 70-74 \| 2315 \| \| 1172 \| 65-69 \| 1839 \| \| 2181 \| 60-64 \| 3016 \| \| 1492 \| 55-59 \| 1888 \| \| 2085 \| 50-54 \| 2370 \| \| 2518 \| 45-49 \| 2570 \| \| 2611 \| 40-44 \| 2836 \| \| 2554 \| 35-39 \| 2582 \| \| 2339 \| 30-34 \| 2303 \| \| 2565 \| 25-29 \| 2428 \| \| 2696 \| 20-24 \| 2583 \| \| 3258 \| 15-20 \| 3098 \| \| 2749 \| 10-14 \| 2557 \| \| 2073 \| 5-9 \| 1958 \| \| 1642 \| 0-4 \| 1538 \| |        |             |       |        |       |       |          |
| Статево-вікова піраміда |        |             |       |        |       |       |          |
| Чоловіки | Вік    | Жінки       |       |        |       |       |          |
| 127 | 85 +   | 616         |       |        |       |       |          |
| 214 | 80-84  | 914         |       |        |       |       |          |
| 647 | 75-79  | 1948        |       |        |       |       |          |
| 1144 | 70-74  | 2315        |       |        |       |       |          |
| 1172 | 65-69  | 1839        |       |        |       |       |          |
| 2181 | 60-64  | 3016        |       |        |       |       |          |
| 1492 | 55-59  | 1888        |       |        |       |       |          |
| 2085 | 50-54  | 2370        |       |        |       |       |          |
| 2518 | 45-49  | 2570        |       |        |       |       |          |
| 2611 | 40-44  | 2836        |       |        |       |       |          |
| 2554 | 35-39  | 2582        |       |        |       |       |          |
| 2339 | 30-34  | 2303        |       |        |       |       |          |
| 2565 | 25-29  | 2428        |       |        |       |       |          |
| 2696 | 20-24  | 2583        |       |        |       |       |          |
| 3258 | 15-20  | 3098        |       |        |       |       |          |
| 2749 | 10-14  | 2557        |       |        |       |       |          |
| 2073 | 5-9    | 1958        |       |        |       |       |          |
| 1642 | 0-4    | 1538        |       |        |       |       |          |

Національний склад населення за даними перепису 2001 року:
| Національність | Кількість осіб | Відсоток |
| -------------- | -------------- | -------- |
| українці       | 71284          | 97,08 %  |
| росіяни        | 1508           | 2,05 %   |
| поляки         | 104            | 0,14 %   |
| білоруси       | 103            | 0,14 %   |
| молдовани      | 66             | 0,09 %   |
| інші           | 365            | 0,50 %   |

Мовний склад населення за даними перепису 2001 року:
| Мова       | Кількість осіб | Відсоток |
| ---------- | -------------- | -------- |
| українська | 71648          | 97,57 %  |
| російська  | 1498           | 2,04 %   |
| білоруська | 38             | 0,05 %   |
| молдовська | 29             | 0,04 %   |
| вірменська | 20             | 0,03 %   |
| інші       | 197            | 0,27 %   |

## Соціальна сфера
У районі функціонують 40 середніх загальноосвітніх шкіл, 15 дошкільних установ. Працює Прибузька спеціальна загальноосвітня школа, дитяча юнацько-спортивна школа та 3 школи естетичного виховання дітей, які відвідують близько 300 учнів.
На території району розташований Вінницький національний аграрний університет. У ВУЗі навчається близько 8,2 тис. студентів, які отримують спеціальності на факультетах: агрономічному, зооінженерному, механізації сільського господарства, економічному, обліково-фінансовому.
Базову освіту надає молоді Вороновицьке професійно-технічне училище № 14, яке готує швачок, кухарів-кондитерів, електро- та газозварювальників, слюсарів, трактористів та трактористів-водіїв
Мережа закладів культури нараховує 81 заклад системи Міністерства культури України:
- 39 закладів культури клубного типу:
  - районний будинок культури (с. Вінницькі Хутори)
  - 2 селищні будинки культури
  - 24 сільські будинки культури
  - 12 сільських клубів
- централізована бібліотечна система у складі центральної районної бібліотеки, районної бібліотеки для дітей (смт Вороновиця) та 33 бібліотеки-філії;
- 2 дитячі музичні школи та 2 дитячі школи мистецтв;
- 3 музеї: Вороновицький музей історії авіації та космонавтики України, народний музей історії села Оленівка та народний музей історії села Жабелівка.

Працює 278 клубних формувань, у тому числі 16 оркестрових та інструментальних колективів, 106 вокально-хорових, 19 хореографічних, 24 театральних колективи.

## Охорона здоров'я
Медичне обслуговування населення району здійснюють Вінницька центральна районна клінічна лікарня, Вороновицька районна лікарня, Стрижавська міська лікарня; Луко-Мелешківська, Мізяківсько-Хутірська, Писарівська, Гавришівська та Михайлівська дільничі лікарні, 9 лікарських амбулаторій та 36 фельдшерсько-акушерських пунктів.
На сьогоднішній день розрахунковий час доїзду «швидкої» до найдальшої точки Вінницького району — тридцять хвилин. Але на практиці цей час може бути куди довше — в день дві машини обслуговують в середньому близько 18 викликів, і час, який витрачається на виклик, може бути самим різним — залежно від патології, стану хворого, часу, за який довелося добиратися на один виклик. І коли вони обслужать наступний — нікому не відомо.
Радіус обслуговування «швидкої» — близько тридцяти кілометрів. На даний момент є ще дві підстанції — машина в Стрижавці (сестринська бригада) та Вороновиці (лікарська бригада). У Вінниці — дві машини, і ось недавно отримали ще й реанімобіль. В принципі, на кожній дільниці є санітарний транспорт, але вони працюють з 9 до 16 години. Потім вони закриваються, і все обслуговування лягає на дві бригади.
Зараз районна швидка допомога в результаті реформування повинна перейти до структури «Медицина катастроф». Згідно з наказом, на чергуванні повинні бути три машини — дві лікарські бригади та одна фельдшерська.
Після реформи структура районної «швидкої» буде виглядати так: Центральна станція швидкої допомоги у Вінниці, і ще п'ять бригад в навколишніх селах — у Стрижавці, Михайлівці, Вороновиці, Некрасові і Вінницьких Хуторах.

## Політика
25 травня 2014 року відбулися Президентські вибори України. У межах Вінницького району було створено 68 виборчих дільниць. Явка на виборах складала — 74,71 % (проголосували 48 321 із 64 676 виборців). Найбільшу кількість голосів отримав Петро Порошенко — 73,34 % (35 440 виборців); Юлія Тимошенко — 13,50 % (6 523 виборців), Олег Ляшко — 3,85 % (1 862 виборців), Анатолій Гриценко — 3,46 % (1 670 виборців). Решта кандидатів набрали меншу кількість голосів. Кількість недійсних або зіпсованих бюлетенів — 0,84 %.

## Пам'ятки
- Пам'ятки архітектури Вінницького району
- Пам'ятки монументального мистецтва Вінницького району
- Пам'ятки історії Вінницького району
- Пам'ятки археології Вінницького району

## Персоналії
- Прокіп Романенко (1906—1965) — новатор колгоспного виробництва, голова колгоспу «Ленінський шлях» Калинівського району Вінницької області УРСР, двічі Герой Соціалістичної Праці (1952, 1958).
- Василь Баранюк (1915—1990) — радянський військовик, учасник німецько-радянської війни, Герой Радянського Союзу (1945).
- Іван Стаднюк (1920—1994) — радянський прозаїк, сценарист, драматург і військовий журналіст.
- Микола Баленко (1921—1994) — радянський військовий льотчик-штурмовик, учасник Другої світової війни, гвардії старший лейтенант. Герой Радянського Союзу (1945).
- Василь Онопенко (1949) — український політик та правник, 3-й Міністр юстиції України (1992—1995), Голова Верховного Суду України (2006—2011).
- Наталія Добринська (1982) — українська легкоатлетка (багатоборство), олімпійська чемпіонка (Пекін, 2008).